# Dryadaula visaliella
Dryadaula visaliella är en fjärilsart som beskrevs av Victor Toucey Chambers 1873. Dryadaula visaliella ingår i släktet Dryadaula och familjen äkta malar. Inga underarter finns listade i Catalogue of Life.